# Obadiah Rich
Obadiah Rich (Truro, Massachusetts, 25 de noviembre de 1783 - Londres, 20 de enero de 1850), bibliófilo, bibliógrafo, diplomático e hispanista estadounidense, hermano del botánico y explorador William Rich (1800–1864). 

## Biografía
Era hijo del capitán Obadiah Rich (1758–1805), que comandó el Intrepid en la Guerra revolucionaria Americana, y su primera esposa Salomé Lombard (1761–1807). En 1790 se trasladó con su familia a Boston, en donde entró como aprendiz en la Compting House de Crowel Hatch. Estudió historia natural y en 1815 publicó anónimamente A synopsis of American Plants. Pero ya para entonces era un gran bibliógrafo, atraído por España, por Italia y por otros países. Realizó varios viajes que le pusieron en contacto con la escuela de pestalozziana del capitán Voitel; en Tarragona se casó (1807) con Ana Montgomery, hija de Robert Montgomery, cónsul de los Estados Unidos en Alicante. Debido a la Guerra de la Independencia, en 1812 regresó a los Estados Unidos y residió en Georgetown. Fue cónsul de los Estados Unidos en Valencia entre 1816 y 1823. Simpatizó con la revolución de Rafael del Riego y colaboró con el socialista utópico William Maclure, quien en 1822, escribió que los hijos de Rich, mal educados, sólo hablaban español y eran completamente españoles. Fue nombrado cónsul accidental en Madrid en 1823 a fin de preservar el consulado de las tropas francesas; siguió en el puesto hasta 1826 y después siguió en Madrid como simple particular hasta 1829, en cuyo año se trasladó a Londres. Luego fue cónsul de los Estados Unidos en Mahón entre 1834 y 1835 y vivió varios años haciendo la naveta entre Londres y Mahón auxiliado por sus hijos. Algunas veces estuvo acompañado en España por su hermano pequeño, el botánico, explorador y diplomático William Rich. Se dedicó al comercio de libros en Londres y compiló una extensa y notable colección de libros y manuscritos antiguos españoles e hispanoamericanos; se relacionó en especial con el círculo,  bostoniano como él, de hispanistas estadounidenses integrado por Washington Irving, George Ticknor y  William H. Prescott.
Escribió A Catalogue of Books relating principally to America, arranged under the Years in which they were Printed, 1500-1700 (London, 1832); Catalogue of Miscellaneous Books in all Languages (1834); Bibliotheca Americana; or, a Catalogue of Books in Various Languages, relating to America, printed since the Year 1700 (2 vols., London and New York, 1835); Bibliotheca Americana Nova (2 vols., London, 1846) y parte de la Bibliotheca Americana Vetus. 
Sus libros pasaron finalmente a posesión de Edward G. Allen, de Londres, y se dispersaron. Una parte sustancial  fue a parar a la Biblioteca Pública de Nueva York gracias a una importante donación de James Lenox, que poseía una parte sustancial de la misma. Consta de cientos de manuscritos originales y transcripciones de manuscritos producidos desde el Descubrimiento de América hasta los últimos años del periodo colonial. Contiene principalmente documentos sobre Nueva España o México, Perú y todas las otras colonias españolas y Brasil. Existe un catálogo de los mismos, Colonial Latin American Manuscripts and Transcripts in the Obadiah Rich Collection. Entre sus piezas notables está la única copia conocida de la primera impresión –Barcelona, 1493–, de la Carta en que Colón anuncia el descubrimiento o la Doctrina Breve de Juan de Zumárraga, un obispo de México, que es considerada el primer libro impreso en toda América, en 1543, cien años antes que cualquier otro libro de las colonias anglosajonas.

## Obras
- A synopsis of the genera of American Plants according to the latest improvements on the Linnæn system: with the new genera of Michaux and others. Intended for the use of students in botany... Georgetown: Printed by J. M. Carter for J. Milligan, 1814.
- A Catalog of Books relating principally to America, arranged under the Years in which they were printed, 1500-1700 (London, 1832)
- Miscellaneous Catalog of Books in all Languages (1834)
- Bibliotheca Americana Nova, or a Catalog of Books in Various Languages, relating to America, printed since the Year 1700 (2 vols., London and New York, volumen I, 1835 y volumen II, 1846)
- Bibliotheca americana vetus..., 1846.
- A general catalogue of old and new books in english, spanish, italian, french and other languagues, to be sold at the prices affixed, London, 1834.
- A general view of the United States of America: With an appendix containing the Constitution, the tariff of duties, the laws of patents and cooyrights, London, 1833.
- Spanish bibliography, 1823.
- Catalogue of a collection of manuscripts: principally in Spanish, relating to America, in the possession of O. Rich, Printed by W. Bowden , s. a.
- A catalogue of botanical books: comprising the library of Ortega, the Spanish botanist, a portion of the duplicates of the Linnaean Society, &c. &c. &c. offered for sale at very low prices by O. Rich, 1832.